# Gangphase
Der Prozess des Gehens wird in Gangphasen beschrieben.

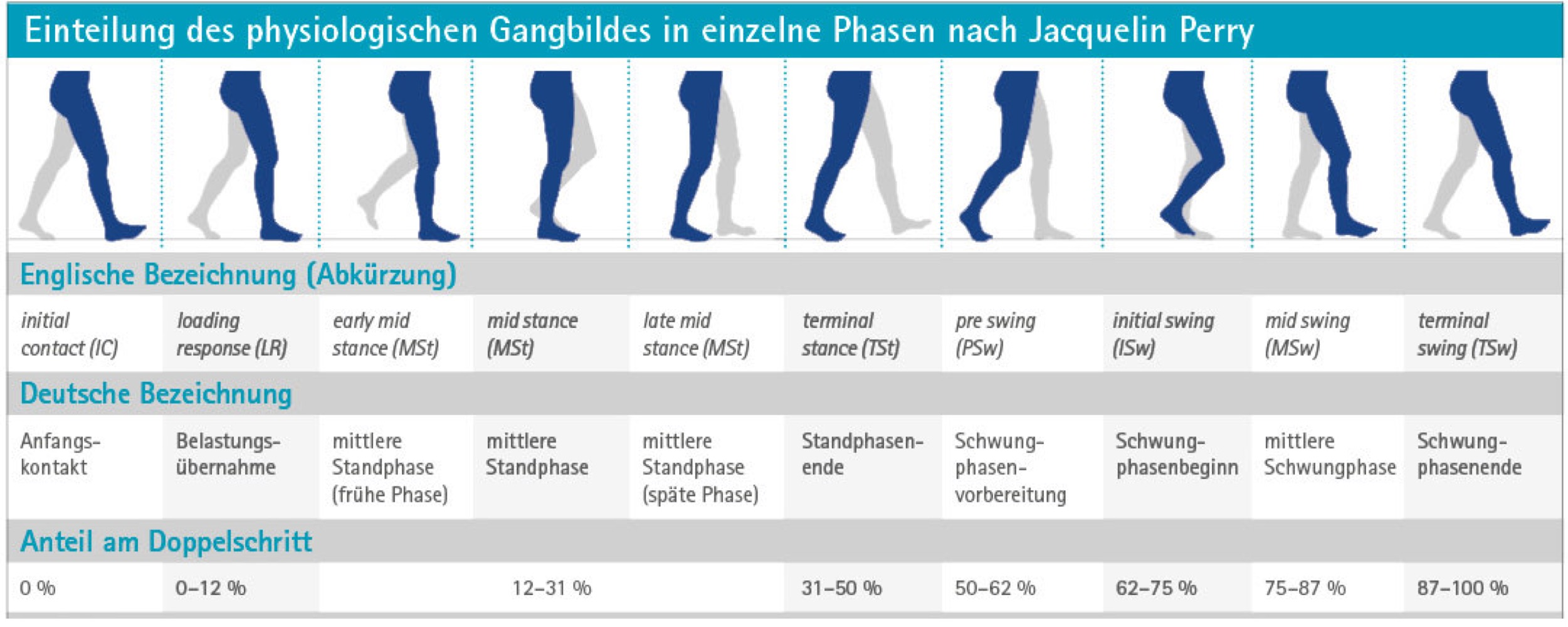
Gangphasen nach Perry: Die Grafik beschreibt die Benennungen und den zeitlichen Ablauf der Gangphasen eines Doppelschrittes.

Ein Gangzyklus basiert auf einem Doppelschritt. Mit dem Doppelschritt wird der Ablauf des Gehens vom ersten Bodenkontakt des einen Fußes bis zum erneuten Bodenkontakt desselben Fußes beschrieben. Er wird in die Standphase und die Schwungphase des jeweils zu betrachtenden Beines unterteilt. Während eines Doppelschrittes gibt es einfach unterstützte Standphasen und doppelt unterstützte Standphasen. Bei den einfach unterstützten Standphasen steht nur ein Fuß im Kontakt mit dem Boden. In der Zeit doppelt unterstützter Standphasen stehen beide Füße im Kontakt mit dem Boden. Die Standphase und die Schwungphase werden in Einzelphasen unterteilt. Im Deutschen gibt es gesonderte Begriffe zur Beschreibung der Einzelphasen, die somit nicht identisch mit den englischen Begriffen sind. In Fachkreisen werden sowohl die deutschen Begriffe als auch die englischen Begriffe verwendet. Bei den Abkürzungen haben sich die Abbreviaturen der englischen Begriffe durchgesetzt. Zur Beschreibung der Gangphasen werden die zeitlichen Abläufe in Prozent dargestellt, wobei 100 % einen kompletten Doppelschritt beschreibt.

## Standphasen
Die Standphase wird zur exakten Beschreibung in Einzelphasen unterteilt. Die Summe aller Standphasen nimmt 60 % der Zeitspanne eines Doppelschrittes ein.

### Anfangskontakt (IC)
Anfangskontakt, zum Teil auch initialer Kontakt genannt, englische Abkürzung: IC für Initial contact. Diese Phase ist in der beobachtenden Ganganalyse leicht als erster Kontakt des Fußes mit dem Boden erkennbar. Deshalb ist dieser Zeitpunkt der Startpunkt eines Doppelschrittes bei 0 %.
Die Ferse berührt als erstes den Boden (englisch auch: heel strike).

### Belastungsübernahme (LR)
Belastungsübernahme, zum Teil auch Stoßdämpfungsphase genannt, englische Abkürzung: LR für Loading response. Als deutscher Begriff wird diese Phase auch häufig als Belastungsübernahme bezeichnet, da in dieser Phase die Übernahme der Belastung vom einen Standbein auf das andere Standbein erfolgt. Zeitlich wird diese Phase mit 0–12 % eines Doppelschrittes beschrieben.
Fußbelastung, Fußspitze wird heruntergelassen (englisch auch: foot flat).

### Mittlere Standphase (MSt)
Mittlere Standphase, englische Abkürzung: MSt für Mid stance. Zeitlich wird diese Phase mit 12–31 % eines Doppelschrittes beschrieben. Zur noch genaueren Beschreibung dieser Gangphase wird in einigen Beschreibungen die Gangphase Mid stance um die Gangphasen early Mid stance und late Mid stance erweitert.
Fuß steht ganz auf dem Boden, Unterschenkel bewegt sich von early Mid stance bis late Mid stance nach vorn.

### Standphasenende (TSt)
Standphasenende, zum Teil auch Terminale Standphase genannt, englische Abkürzung: TSt für Terminal stance. Zeitlich wird diese Phase mit 31–50 % eines Doppelschrittes beschrieben.
Das Abheben der Ferse beginnt, der Fuß steht nicht mehr ganz auf dem Boden (englisch auch: heel off).

### Schwungphasenvorbereitung (PSw)
Schwungphasenvorbereitung, zum Teil auch Vorschwungphase genannt, englische Abkürzung: PSw für Pre-swing. Zeitlich wird diese Phase mit 50–62 % eines Doppelschrittes beschrieben.
Die Zehen drücken sich vom Boden weg (englisch auch: toe off).

## Schwungphasen
Die Schwungphase wird zur exakten Beschreibung in Einzelphasen unterteilt. Die Summe aller Schwungphasen nimmt 40 % der Zeitspanne eines Doppelschrittes ein.

### Schwungphasenbeginn (ISw)
Schwungphasenbeginn, zum Teil auch initiale Schwungphase genannt, englische Abkürzung: ISw für Initial swing. Zeitlich wird diese Phase mit 62–75 % eines Doppelschrittes beschrieben.
Fuß hebt vom Boden ab, Bewegung nach vorn beginnt (englisch auch: acceleration swing).

### Mittlere Schwungphase (MSw)
Mittlere Schwungphase, englische Abkürzung: MSw für Mid swing. Zeitlich wird diese Phase mit 75–87 % eines Doppelschrittes beschrieben.
Fuß schwingt und bewegt sich an anderem Bein vorbei.

### Schwungphasenende (TSw)
Schwungphasenende, zum Teil auch Terminale Schwungphase genannt, englische Abkürzung: TSw für Terminal swing. Zeitlich wird diese Phase mit 87–100 % eines Doppelschrittes beschrieben.
Abbremsung des Fußes, Vorbereitung zum Aufstellen (englisch auch: deceleration phase).